# Yusuke Mori
Yusuke Mori (født 24. juli 1980) er en japansk tidligere professionel fodboldspiller.
Han har spillet for flere forskellige klubber i sin karriere, herunder Tokyo Verdy, Vegalta Sendai, Kyoto Purple Sanga, Kawasaki Frontale, FC Gifu og SC Sagamihara.